# 僕らに愛を!
『僕らに愛を!』（ぼくらにあいを）は、1995年4月17日から6月26日まで毎週月曜日21:00 - 21:54に、フジテレビ系の「月9」枠で放送された日本のテレビドラマ。主演は江口洋介。
ポニーキャニオンからVHSソフトが1995年に発売された。
DVD化はされてない。
主題歌に起用されたL⇔Rの「KNOCKIN' ON YOUR DOOR」はミリオンセラーを達成した。

## ストーリー
パン製造会社の函館支店に勤めている井出春海（江口洋介）は、飛行機で東京へ出張することに。春海は高所恐怖症。飛行機が離陸のため動き出した途端、もうパニック状態。「止めてくれ！」と叫び、スチュワーデスの奥野小百合（鈴木杏樹）にしがみつく。そして手にしていた大事な契約書をクシャクシャにして破ってしまい、会社から解雇を言い渡される。
春海の祖母きみ（南美江）は賄付きの下宿屋「ふじみ館」を開いている。しかし、急病で入院。考えた末、春海が下宿屋を続けることに。そんな折り、下宿屋の隣に、スチュワーデスの寮ができた。引越してきた小百合と再会した春海は自己紹介をした。この時すでに春海は完全に小百合に恋をしてしまっていた…。
ふじみ館の住人たちは、スチュワーデス寮の小百合らが最大の関心事。それぞれお目当てを見つけ大張り切り。そんな時、春海は「塾講師募集」のジーニャス塾の新聞のチラシを目にした。さっそく応募し仮採用。相手は小学三年生。塾からの帰り、野菜の袋を抱えている春海に、生徒の一人勇太（並木崇晃）が声をかけた。「オレ、料理うまいから作ってやるよ」。たしかに勇太が作ったロールキャベツはおいしかった。その勇太が、「あさってはオレの誕生日。パーティーをやりたい」といい出した。小百合らも呼びたいと言う。春海、明男らは、それを聞いてまたまた奮い立った…。
住人たちが出払い、春海だけが残ったふじみ館に、十年前家を出たままの明男の父親雄三（小坂一也）が現われた。金を貸してくれという。春海はなけなしの金を38万5千円用意する。板谷（麿赤児）の娘なつみ（京野ことみ）の授業参観があるが、板谷は腹痛で行くことができず、代わりに春海が出かけることになった。そして小百合にも母親代わりに一緒に行ってもらうことにした。学校では教師が口をきかないなつみをもてあましていて、転校をすすめる。それを聞いた小百合は「無責任だ」と怒り出す。春海が雄三に金を貸したと知った明男は、それを取り返しに行く。春海もついていく。雄三が住むアパートに乗り込んだ明男は…。
春海は、小百合に、和行（冨家規政）が、女性とホテルに一緒にいたことを話す。「証拠もないのに、あなたは最低」と言われた春海はすっかり落ち込む。
そんな時、春海は肉屋の福引きで、一等の沖縄旅行六人招待を当てた。春海、明男、そしてふじみ館の住人たちが沖縄へ行くことになった。飛行機嫌いの春海は一足早くフェリーで出発。明男らは飛行機で向かう。そして、ホテルで落ち合った。するとそこへ、小百合、幹子（黒田福美）、未香（五十嵐いづみ）らが接客セミナーの仕事でやってきた。夜、今度はなんと和行と佳子（網浜直子）がホテルに入ってきた。それを目撃する春海、明男ら――。

## キャスト

### レギュラー
井出春海（いではるみ）(27)
演 - 江口洋介
勤めていた会社をクビになり、築45年の賄い付き下宿「ふじみ館」を切り盛りする。
今時珍しい純粋な性格で、口癖は「ちゃんとやろうよ」。両親は幼い頃に亡くなり、祖母のきみに育てられた。誰に対しても敬語で喋っている。好物は牛乳。最終回の１年後のシーンでは手作りパンふじみ屋を叔父の雄三と共に経営。そして小百合と結婚し、ふじみ館で小百合・板谷・城山・近藤・なつみと暮らしている。
井出明男（いであきお）（23)
演 - 武田真治
春海の従兄弟。大和パン勤務。母は亡くなっており、父親は行方不明で祖母のきみに育てられる。明るく軽薄な性格だが、父親の事になると性格が変わる。春海を「春ちゃん｣と呼んでいる。最終回でブラジル勤務になり、度々ふじみ館に手紙を出している。
奥野（井手）小百合(おくの（いで）さゆり）（25）
演 - 鈴木杏樹
全日空のスチュワーデス。お嬢様育ち。ふじみ館の隣のスチュワーデス寮に住んでいる。
上原と婚約していたが、上原の浮気で婚約破棄。その後は藤岡と婚約するが、春海が好きで別れを告げた。その後春海と結婚し、井出小百合になった。。結婚後もスチュワーデスを続けながらふじみ館を手伝っている。
藤岡徹（ふじおかとおる）
演 - 豊原功補
エリート商社マン。アメリカ勤務を控えている。小百合が好きで上原に宣戦布告をする。後に婚約するも、小百合に別れを告げられる。
佐野未香（さのみか）
演 - 五十嵐いづみ
小百合と同期のスチュワーデス。高見と付き合っていたが、振られたショックで明男と付き合うことに。その後一度は別れたものの、最終回で「1人になって自分で決められるようになったらブラジルに行く」と告げる。
近藤茂（こんどうしげる）
演 - 渡辺慶
ふじみ館住人。大学を2浪している。
童貞かつ幹子に片思いしており、美女と関わると鼻血が出る。
板谷なつみ（いたやなつみ）（14)
演 - 京野ことみ
ふじみ館住人。4年前に母が出ていってから全く口を聞かなかったが、第3話で春海と小百合が授業参観に来てから喋るようになった。第7話で一度は母の元に行ったが結局はふじみ館に戻ってきた。中学2年。
城山邦昭（しろやまくにあき）
演 - 相島一之
ホテルマンで、薫子に惚れている。上原の浮気にいち早く気づく。
お金を貯めるのが好きで、第10話で春海に100万のオーブンをプレゼントしようとした。
沢井薫子（さわいかおるこ）
演 - 相沢友子
小百合と未香と同僚のスチュワーデス。
上原和行（うえはらかずゆき）
演 - 冨家規政（第2・3・6話）
小百合の婚約者だったが、自身の浮気により婚約破棄。
井手雄三(いでゆうぞう）
演 - 小坂一也（第2・3・11話）
明男の父。春海に遊ぶ金として38万を借り、明男を激怒させたが後に和解。最終回では、明男がブラジルに行くのを応援し、アロハシャツを送った。
また、春海とともにパン屋「ふじみ屋」で働いている。
板谷重春（いたやしげはる）
演 - 麿赤兒
なつみの父親で元ヤクザ。人情味に溢れる性格で涙脆い。
井出きみ（いできみ）
演 - 南美江
ふじみ館2代目館長で、春海と明男の祖母。第9話で死去。
丹羽幹子（35)
演 - 黒田福美
ベテランスチュワーデス。第4話でアシスタントマネージャーに昇格。
春海の恋を応援しており、ふじみ館が窮地に陥った際には何かと助けてくれる。
高見耕一
演 - 長谷川初範（第4 - 8話）
未香の恋人だが、元妻と再婚予定。

### ゲスト
佳子
演 - 網浜直子（第6話）
上原の不倫相手。
板谷郁子
演 - 榊原るみ（第7話）
なつみの母で板谷の夫。なつみを引き取り板谷と離婚する為に4年振りに姿を現す。
笹雅弘
演 - 三ツ木清隆
こずえ
演 - 井出薫

## スタッフ
- 脚本 - 西荻弓絵
- 音楽 - 長谷部徹
- 主題歌 - L⇔R「KNOCKIN' ON YOUR DOOR」
- 演出 - 中江功、林徹、西前俊典
- プロデュース - 大多亮、小岩井宏悦
- 協力 - 全日本空輸
- 制作著作 - フジテレビ

## 放送日程
| 各話                                                       | 放送日        | サブタイトル     | 演出     | 視聴率 |
| ---------------------------------------------------------- | ------------- | ---------------- | -------- | ------ |
| 第1話                                                      | 1995年4月17日 | 恋の扉を開けよう | 中江功   | 18.4%  |
| 第2話                                                      | 1995年4月24日 | 愛はお隣りと共に | 中江功   | 16.9%  |
| 第3話                                                      | 1995年5月1日  | ダメ親父の約束   | 林徹     | 17.5%  |
| 第4話                                                      | 1995年5月8日  | 許せない男       | 林徹     | 18.8%  |
| 第5話                                                      | 1995年5月15日 | この人は渡さない | 中江功   | 17.9%  |
| 第6話                                                      | 1995年5月22日 | 恋の奴隷         | 西前俊典 | 18.1%  |
| 第7話                                                      | 1995年5月29日 | 強く生きるヒント | 中江功   | 15.0%  |
| 第8話                                                      | 1995年6月5日  | 失恋の鉄人       | 林徹     | 16.4%  |
| 第9話                                                      | 1995年6月12日 | ばあちゃん死す   | 林徹     | 18.6%  |
| 第10話                                                     | 1995年6月19日 | ふじみ館閉鎖さる | 中江功   | 20.4%  |
| 最終話                                                     | 1995年6月26日 | 永遠のお隣りさん | 中江功   | 22.4%  |
| 平均視聴率 18.2%（視聴率は関東地区・ビデオリサーチ社調べ） |               |                  |          |        |

- 第7話は放送当日の21時台に貴乃花・河野景子の結婚に関する特別番組が編成されたため、通常より1時間遅れの22時に放送。

## 受賞
- 第5回ザテレビジョンドラマアカデミー賞[1]
  - 主題歌賞（L⇔R）
  - 新人俳優賞（京野ことみ）
  - タイトルバック賞（中江功）